# Гаспар Таван
Гаспар Таван (фр. Gaspard de Saulx; 1509. – април 1573) био је француски маршал.
У Италијанским ратовима заробљен је у бици код Павије 1525. године, а 1544. године учесник је битке код Чересола; 1552. године командује делом снага при првој опсади Меца, а 1558. године Калеа.
Као краљев представник у Бургундији био је огорчени противник хугенота и 1563. године учествује против њих у бици код Жарнака, а 1569. године у бици код Монконтура. Убраја се међу организаторе и инспираторе Вартоломејске ноћи, 24. јула 1572. године, а умро је за време припрема опсаде тврђаве Ла Рошел. 